# JEWELS 2nd RING
JEWELS 2nd RING（ジュエルス・セカンド・リング）は、日本の女子総合格闘技団体「JEWELS」の大会の一つ。2009年2月4日、東京都新宿区歌舞伎町の新宿FACEで開催された。

## 大会概要
セミファイナルでは2007年5月のスマックガール無差別級トーナメント決勝以来1年8か月ぶりの再戦となったが、HIROKOが武田美智子を打撃で圧倒し、自身初のKO勝ちを収めた。
旗揚げ戦に続きメインイベントに出場した石岡沙織はプロレスラー小林華子から3度のダウンを奪いTKO勝ちを収めた。
本大会よりDEEP事務局が運営に参加した。

## 試合結果

### オープニングファイト
オープニングファイト第1試合 JEWELSグラップリングルール -55kg契約 4分1R
○  湯浅麗歌子 vs.  大矢裕子 ×
1R終了 判定3-0
オープニングファイト第2試合 JEWELSアマチュアルール -48kg契約 5分1R
○  MIYOKO vs.  亀田聡子 ×
1R 2:23 フロントチョーク

### 本戦カード
第1試合 JEWELS公式ルール -60kg契約 5分2R
○  富田里奈 vs.  HARUMI ×
2R 0:22 腕ひしぎ十字固め
第2試合 JEWELS公式ルール -60kg契約 5分2R
○  杉山しずか vs.  SHIHO ×
1R 2:55 TKO（3ノックダウン：ボディへの膝蹴り）
第3試合 JEWELS公式ルール -52kg契約 5分2R
○  吉田正子 vs.  小澤深岬 ×
1R 0:54 TKO（ドクターストップ：鼻からの体液流出）
第4試合 JEWELS公式ルール 無差別契約 5分2R
○  超弁慶 vs.  及川千尋 ×
2R 2:30 腕ひしぎ十字固め
第5試合 JEWELS公式ルール -48kg契約 5分2R
○  玉田育子 vs.  瀧本美咲 ×
2R終了 判定3-0
第6試合 JEWELS公式ルール 無差別契約 5分2R
○  HIROKO vs.  武田美智子 ×
2R 3:25 TKO（レフェリーストップ：パンチ連打）
第7試合 メインイベント JEWELS公式ルール -58kg契約 5分2R
○  石岡沙織 vs.  小林華子 ×
1R 2:20 TKO（3ノックダウン：スタンドパンチ）